# Matthiola chenopodiifolia
Matthiola chenopodiifolia är en korsblommig växtart som beskrevs av Fisch. och Carl Anton von Meyer. Matthiola chenopodiifolia ingår i släktet lövkojor, och familjen korsblommiga växter. Inga underarter finns listade i Catalogue of Life.